# Прогър
Прогър (на албански: Progër или Progri) е село в Албания в община Девол, област Корча.

## География
Селото е разположено в долината на река Девол, в южното подножие на хребета Иван, южната част на Сува гора.

## История
До 2015 година селото е център на община Прогър.

## Личности
Родени в Прогър
- Али Прогри (1929 - 2009), албански инженер
- Димитрий Василов и Георгий Стефанов, участници в Кресненско-Разложкото въстание, четници на Павле Янков[2]
- Димитър Иванов Николов, наречен Македонски (1861/62 – 1917), български революционер и строител